# Hyoscyamus insanus
Hyoscyamus insanus är en potatisväxtart som beskrevs av John Ellerton Stocks. Hyoscyamus insanus ingår i släktet bolmörter, och familjen potatisväxter. Inga underarter finns listade i Catalogue of Life.